# علم باشتونستان
علم باشتونستان هو العلم الذي يمثل أرض باشتونستان، المقسمة بواسطة خط ديورند بين أفغانستان وباكستان. ظلت الحكومة الأفغانية تدعم هذا العلم حتى سقوط الحكومة الاشتراكية في عام 1992.

## خلفية
تم اختيار المناظر الطبيعية الجبلية مع سطوع الشمس فوق جبال الهندوكوش رمز لميلاد بشتونستان الحرة. تعني النقوش العربية " الله أكبر " (أعلى) و"باشتونستان" (أسفل). تم استخدام اللون الأحمر والنقوش على أعلام المتمردين في وزيرستان الذين قاتلوا ضد الحكم البريطاني. وكان هناك دلالة أخرى للون الأحمر بين البشتون وهي حركة عباد الله المعروفة باسم القمصان الحمر. اللون الأسود هو اللون التقليدي لأفغانستان، وكان العلم الأسود بمثابة العلم الأول. تم اعتماد العلم في 2 سبتمبر 1947، في الإعلان الرمزي للاستقلال، خلال الاحتجاجات بعد الاستفتاء على الانضمام إلى باكستان.
في باكستان فقد العلم شعبيته مع اندماج البشتون في هياكل الدولة الباكستانية. كان هذا العل مستخدماً على نطاق واسع في أفغانستان حتى سقوط حكومة الحزب الديمقراطي الشعبي الأفغاني عام 1992. من الخمسينيات إلى أوائل الثمانينيات ظهرت الصورة على طوابع البريد الأفغانية.

## معرض الصور

مقاومة وزيرستان (ثلاثينيات القرن العشرين)
مقاومة وزيرستان (أربعينيات القرن العشرين)
إمارة وزيرستان الإسلامية (2006)
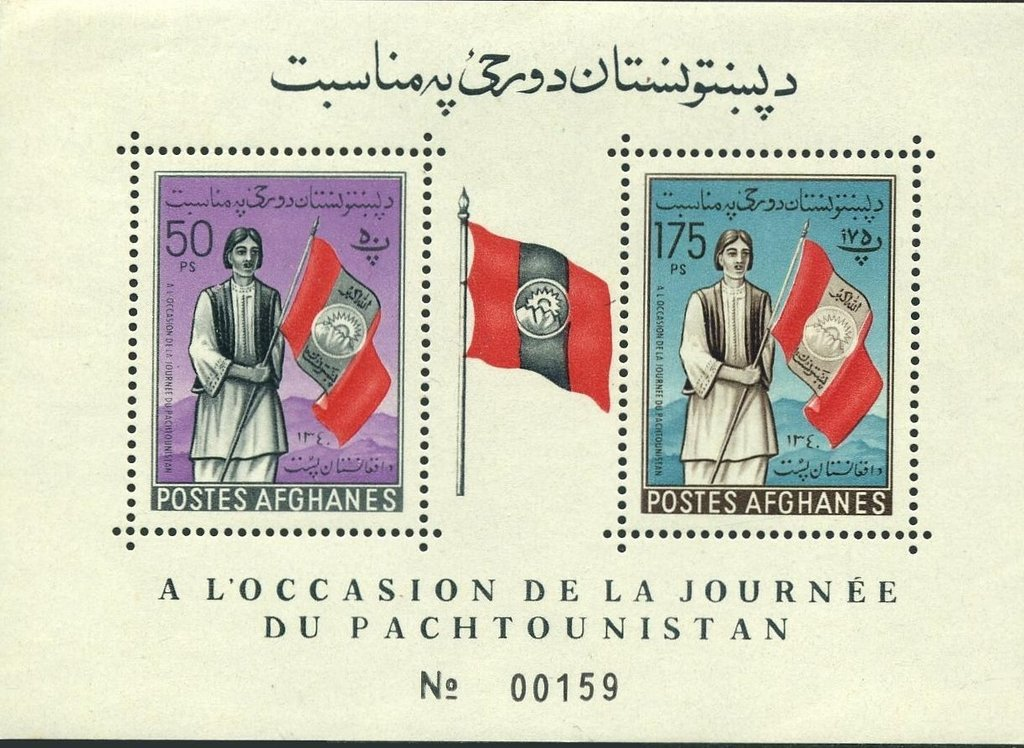
طابع بريدي عام 1961 بعنوان "يوم الباشتونستان الحرة"
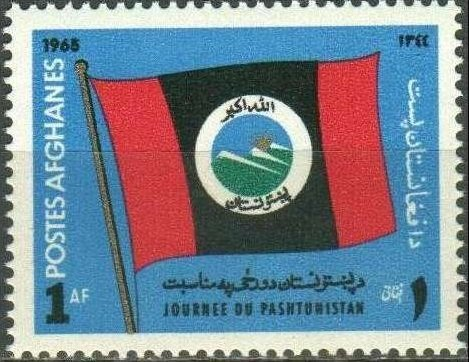
طابع بريدي من عام 1965 مع نسخة بديلة